# Magnus Oberhauser
Magnus Oberhauser (* 27. September 1998 in Villach, Kärnten) ist ein österreichischer Biathlet und vormaliger Skilangläufer. Er startet seit 2021 unregelmäßig im Weltcup.

## Sportliche Laufbahn
Magnus Oberhauser startete auf Juniorenebene von 2013 bis 2016 bei Wettkämpfen im Skilanglauf, wobei dort im Februar 2016 ein elfter Platz über 7,5 Kilometer in der freien Technik das beste Ergebnis war. Seit 2015 betreibt er zudem den Biathlonsport. Seine ersten Auftritte bei einem IBU-Wettkampf hatte er bei den Jugendweltmeisterschaften 2017 im slowakischen Osrblie, verpasste aber die Top 50 in allen Einzelrennen. Bis einschließlich 2020 startete der Österreicher durchgehend bei Juniorenweltmeisterschaften, ohne aber ein Top-10-Ergebnis zu erzielen. Zudem bestritt er in jeder Saison mehrere Rennen im IBU-Junior-Cup. Sein erstes Podest auf dieser Ebene erreichte Oberhauser im Dezember 2018 im Sprint von Les Rousses hinter Sebastian Stalder und Martin Bourgeois République, ein weiterer Top-3-Rang gelang ihm im März 2020 am Arber hinter Niklas Hartweg und Václav Červenka. Seine besten Resultate bei Meisterschaften bildeten ein fünfter und ein siebter Rang bei den Junioreneuropameisterschaften 2019. Zu Beginn der Saison 2020/21 gab er sein Debüt im IBU-Cup und erzielte am Arber auf Anhieb zwei 19. Ränge. Daraufhin startete er auch bei seinen ersten Europameisterschaften, wo der Kärntner mit der Mixedstaffel Rang sechs erzielte. Bei den österreichischen Meisterschaften Anfang Jänner 2021 gelang ihm weiterhin der Gewinn zweier Einzelmedaillen.
Sein Debüt im Weltcup gab Oberhauser Ende 2021 in Östersund, verpasste aber mit Ergebnissen außerhalb der besten 80 Athleten die Punkteränge klar. In der Männerstaffel, in der er kurzfristig als Ersatz für Julian Eberhard einsprang, schoss er drei Strafrunden und wurde schlussendlich 17. Den Rest der Saison bestritt er im IBU-Cup, konnte aber weder dort noch bei den Europameisterschaften wirklich überzeugen. Nachdem auch ein Großteil des Winters 2022/23 nicht wirklich erfolgreich verlaufen war, kam Oberhauser zum Saisonende sprichwörtlich in Fahrt und erzielte in Canmore sowohl im Sprint als auch in der Verfolgung Top-10-Platzierungen. Beim Saisonauftakt 2023/24 in Östersund war der Österreicher nach fast zwei Jahren wieder Teil der Nationalmannschaft und gewann mit den Rängen 40 und 33 in Sprint und Verfolgung seine ersten Weltcuppunkte. Ähnliche Ergebnisse gelangen ihm im weiteren Saisonverlauf nicht, lediglich bei den Europameisterschaften resultierten mit Rang 23 im Einzel und Position sechs mit der Mixedstaffel gute Platzierungen.
Zu Beginn der Saison 2024/25 erreichte Oberhauser im IBU-Cup mehrere Top-30-Ergebnisse, darunter ein neunter Platz im Sprint von Obertilliach. Nach dem Jahreswechsel konnte er diese Resultate größtenteils nicht bestätigen, auch seine zwei Starts im Weltcup Anfang Januar brachten keinen Erfolg.

## Persönliches
Oberhauser stammt aus Villach und startet wie auch Anna Juppe für den Sportverein ASKÖ, der speziell im Bereich Skilanglauf zu den erfolgreichsten Österreichs gehört.

## Statistiken

### Weltcupplatzierungen
Die Tabelle zeigt alle Platzierungen (je nach Austragungsjahr einschließlich Olympische Spiele und Weltmeisterschaften).
- 1.–3. Platz: Anzahl der Podiumsplatzierungen
- Top 10: Anzahl der Platzierungen unter den ersten zehn (einschließlich Podium)
- Punkteränge: Anzahl der Platzierungen innerhalb der Punkteränge (einschließlich Podium und Top 10)
- Starts: Anzahl gelaufener Rennen in der jeweiligen Disziplin
- Staffel: inklusive Mixed- und Single-Mixed-Staffeln

| Platzierung               | Einzel | Sprint | Verfolgung | Massenstart | Staffel | Gesamt |
| ------------------------- | ------ | ------ | ---------- | ----------- | ------- | ------ |
| 1. Platz                  |        |        |            |             |         |        |
| 2. Platz                  |        |        |            |             |         |        |
| 3. Platz                  |        |        |            |             |         |        |
| Top 10                    |        |        |            |             |         |        |
| Punkteränge               |        | 1      | 1          |             | 1       | 3      |
| Starts                    | 5      | 9      | 1          |             | 1       | 16     |
| Stand: Saisonende 2024/25 |        |        |            |             |         |        |

### Weltcupwertungen
Ergebnisse bei Weltcups (Disziplinen- und Gesamtweltcup) gemäß Punktesystem.
| Saison  | Einzel | Einzel | Sprint | Sprint | Verfolgung | Verfolgung | Massenstart | Massenstart | Gesamt | Gesamt |
| Saison  | Platz  | Punkte | Platz  | Punkte | Platz      | Punkte     | Platz       | Punkte      | Platz  | Punkte |
| ------- | ------ | ------ | ------ | ------ | ---------- | ---------- | ----------- | ----------- | ------ | ------ |
| 2023/24 | –      | –      | 77.    | 1      | 65.        | 8          | –           | –           | 79.    | 9      |

### Biathlon-Weltmeisterschaften
Ergebnisse bei den Weltmeisterschaften:
| Weltmeisterschaften | Weltmeisterschaften | Einzelwettbewerbe | Einzelwettbewerbe | Einzelwettbewerbe | Einzelwettbewerbe | Staffelwettbewerbe | Staffelwettbewerbe | Staffelwettbewerbe |
| Jahr                | Ort                 | Einzel            | Sprint            | Verfolgung        | Massenstart       | Herrenstaffel      | Mixedstaffel       | S.-M.-Staffel      |
| ------------------- | ------------------- | ----------------- | ----------------- | ----------------- | ----------------- | ------------------ | ------------------ | ------------------ |
| 2024                | Nové Město          | 91.               | –                 | –                 | –                 | –                  | –                  | –                  |

### Jugend-/Juniorenweltmeisterschaften
Oberhauser nahm 2017 an den Jugend-, ab 2018 an den Juniorenwettkämpfen teil.
| Weltmeisterschaften | Weltmeisterschaften | Einzelwettbewerbe | Einzelwettbewerbe | Einzelwettbewerbe | Herrenstaffel |
| Jahr                | Ort                 | Einzel            | Sprint            | Verfolgung        | Herrenstaffel |
| ------------------- | ------------------- | ----------------- | ----------------- | ----------------- | ------------- |
| 2017                | Osrblie             | 52.               | 73.               | –                 | 9.            |
| 2018                | Otepää              | 46.               | 22.               | 25.               | 8.            |
| 2019                | Osrblie             | 53.               | 19.               | 25.               | 16.           |
| 2020                | Lenzerheide         | 35.               | 72.               | –                 | 18.           |